# Desastres em 1915
Nesta página encontrará referências aos desastres ocorridos durante o ano de 1915.
- É registrada no Nordeste Brasileiro a maior seca já documentada, inúmeras pessoas fugiram do sertão para se abrigar nas cidades litorâneas e nas grandes cidades do país. Vem da época os relatos de Rachel de Queiroz no livro "O Quinze" sobre a seca e a fome que o sertanejo passou naquele ano difícil.

## Maio
- 7 de maio - O navio transatlântico RMS Lusitania, é afundado por um torpedo lançado por um submarino alemão provocando a morte de 1198 pessoas.[1]